# Lijst van Italiaanse schrijvers
Dit is een lijst van Italiaanse schrijvers. De lijst geeft een opsomming van Italiaanstalige schrijvers en dichters, die gerekend worden tot de Italiaanse literatuur.

## A
| - Giuseppe Cesare Abba - Sibilla Aleramo | - Vittorio Alfieri - Dante Alighieri | - Corrado Alvaro - Niccolò Ammaniti | - Antonella Anedda - Giulio Angioni | - Alberto Arbasino - Ludovico Ariosto | - Bruno Arpaia - Silvia Avallone |

## B
| - Riccardo Bacchelli - Gasparo Balbi - Alessandro Barbero - Alessandro Baricco - Cesare Battisti - Giorgio Bassani | - Gioacchino Belli - Stefano Benni - Mario Benzing - Giovanni Berchet - Luigi Bertelli (pseudoniem Vamba) | - Giuseppe Berto - Attilio Bertolucci - Ugo Betti - Alberto Bevilacqua - Luciano Bianciardi | - Giovanni Boccaccio - Camillo Boito - Giuseppe Antonio Borgese - Bartolomeo Borghesi - Vitaliano Brancati | - Giordano Bruno - Gesualdo Bufalino - Aldo Busi - Giuseppe Buttà - Dino Buzzati |

## C
| - Mario Calabresi - Italo Calvino - Andrea Camilleri | - Tommaso Campanella - Rossana Campo - Giorgio Caproni | - Luigi Capuana - Giosuè Carducci - Giacomo Casanova | - Carlo Cassola - Baldassare Castiglione - Guido Cavalcanti | - Ermanno Cavazzoni - Benvenuto Cellini - Alba de Céspedes - Piero Chiara | - Carlo Coccioli - Carlo Collodi - Giuseppe Conte - Mario Cutelli |

## D
| - Dante Alighieri - Elisabetta Dami - Gabriele D'Annunzio | - Lorenzo da Ponte - Gian Dauli - Massimo D'Azeglio | - Edmondo De Amicis - Alba de Céspedes - Luciano De Crescenzo | - Grazia Deledda - Erri De Luca - Gianni De Martino | - Federico De Roberto - Giuseppe Dessi |

## E
- Umberto Eco

## F
| - Oriana Fallaci | - Beppe Fenoglio | - Ernesto Ferrero | - Antonio Fogazzaro | - Marcello Fois | - Niccolò Ugo Foscolo | - Andrea Frova | - Carlo Fruttero |

## G
| - Carlo Emilio Gadda - Fabio Genovesi | - Bono Giamboni - Natalia Ginzburg | - Carlo Goldoni - Guido Gozzano | - Antonio Gramsci - Lionello Grifo | - Giovannino Guareschi - Margherita Guidacci |

## L
| - Giuseppe Tomasi di Lampedusa - Tommaso Landolfi - Vincenzo Linares | - Giacomo Leopardi - Carlo Levi | - Primo Levi - Carlo Lucarelli | - Franco Lucentini - Emilio Lussu | - Mario Luzi |

## M
| - Niccolò Machiavelli - Claudio Magris - Curzio Malaparte | - Giorgio Manganelli - Alessandro Manzoni - Dacia Maraini | - Michele Mari - Giulietta Martelli-Tamoni - Chiara Matraini | - Melania Mazzucco - Pietro Metastasio - Grazyna Miller | - Franco Mimmi - Filippo Tommaso Marinetti - Eugenio Montale | - Elsa Morante - Alberto Moravia - Marta Morazzoni | - Isabella di Morra |

## N
| - Tommaso Natale | - Ada Negri | - Alberto Nessi | - Ippolito Nievo | - Salvatore Niffoi | - Massimiliano Nuzzolo |

## O
| - Anna Maria Ortese | - Giuseppe Emanuele Ortolani | - Ottiero Ottieri |

## P
| - Aldo Palazzeschi - Giovanni Pascoli | - Pier Paolo Pasolini - Elina Patanè | - Cesare Pavese - Francesco Petrarca | - Luigi Pirandello - Pitigrilli | - Giuseppe Pontiggia - Vasco Pratolini | - Hugo Pratt - Matteo Procopio - Nicola Pugliese - Fabio Pusterla |

## Q
- Salvatore Quasimodo

## R
| - Ugo Ricarelli | - Gianni Rodari |

## S
| - Umberto Saba - Emilio Salgari - Edoardo Sanguinetti | - Salvatore Satta - Alberto Savinio - Roberto Saviano | - Giorgio Scerbanenco - Leonardo Sciascia - Beppe Sergvegnini | - Gabriella Sica - Enzo Siciliano - Ignazio Silone | - Mario Soldati - Elia Spallanzani - Silvana La Spina | - Mario Rigoni Stern - Italo Svevo |

## T
| - Antonio Tabucchi | - Susanna Tamaro | - Torquato Tasso | - Giorgio Todde | - Giuseppe Tomasi di Lampedusa | - Pier Vittorio Tondelli | - Trilussa |

## U
- Giuseppe Ungaretti

## V
| - Vamba (Luigi Bertelli) | - Giovanni Verga | - Sandro Veronesi | - Elio Vittorini |

## Z
- Paolo Zellini